# Sheldon Cooper
Sheldon Lee Cooper egy kitalált szereplő az amerikai CBS csatorna Agymenők és Az ifjú Sheldon című szituációs komédiájában. A karakter megformálója Jim Parsons/Iain Armitage.

## Jellemzése
Sheldon a sorozat elején és közepén kollégájával, Leonard Hofstadterrel közös albérletet bérel Pasadenában. Később megnősül és feleségével (Amy Farrah Fowler) ugyanazon az emeleten, a szemközti lakásba költözik. Lakótársával, Leonarddel és további két barátjával (Rajesh Ramayan Koothrappali és Howard Joel Wolowitz) ugyanazon az egyetemen (CalTech) dolgoznak Pasadenában. Sheldon elméleti fizikus, szakterülete eredetileg a húrelmélet volt, majd miután azt hitte, hogy az elméletet nem lehet bizonyítani, a sötét anyag kutatását választotta szakterületéül. Későbbiekben egy beszélgetés során az orvoslátogatóként dolgozó barátja, Penny, ráébresztette, hogy  a húrelméletet lehet bizonyítani. Hihetetlenül okos, IQ-ja 187. Emlékezete olyan, mint a fényképezőgép (vizuális memória). Szinte minden témakörben járatos, noha tudása megmarad az elméletek szintjén. Beszél a Star Trek tévésorozatban lévő, kitalált klingon nyelven. Egyik alkalommal, amikor van pár óra szabadideje az operációs rendszerének installálása alatt, finn nyelven tanul, illetve a koreai nyelvet is igyekezett elsajátítani panasztétel szándékában kevesebb sikerrel. Szereti a vonatokat. Jogosítványa van, de nem szeret autót vezetni. Véleménye szerint egy olyan különleges személynek, mint ő, nincs szüksége arra, hogy vezessen. Emiatt mindig barátaira szorul, akik mindenhová kénytelenek elvinni, ha szüksége van rá.
Szociális képességei alulfejlettek, nem érti a humort, a gúnyt, az iróniát, az emberi érzelmeket és szituációkat. Nehezen ismeri fel a szarkazmust. Nem tud titkot tartani. Környezetét gyakran kioktatja. Számos kényszerbetegsége van. Az Asperger-szindróma tipikus jellegzetességeit mutatja (a sorozat készítői több nyilatkozatban visszautasították az ilyen feltételezéseket, mondván, hogy ő nem Aspergeres, hanem egyszerűen csak ilyen). Életét szigorú szabályok szerint éli, például minden hétfőn ugyanazt az ételt eszi. A kanapén ragaszkodik a megszokott helyéhez, sértésnek veszi, ha más akarna odaülni.
Amikor kirúgják az egyetemről, mivel az új dékán munkáját semmibe veszi, a legkülönfélébb dolgokba kezd bele. Ennek az vet véget, hogy Leonard beveti Sheldon anyját, aki ráveszi a fiát, hogy kérjen bocsánatot a viselkedéséért.
Ha elsüti egyik – környezete által idegesítőnek tartott – viccét, azt gyakran a „Bazinga!” felkiáltással hozza köztudomásra, amely egy definitív jelentés nélküli, a sorozat készítői által kitalált indulatszó, azonban a magyar szinkron bizonyos változataiban „Sakk és matt!”-ként is „fordítják”. Gyakran gyerekesen viselkedik, nem szereti a veszekedést, mert szülei gyerekkorában gyakran veszekedtek. Ha beteg, akkor el kell énekelni neki a "Szép cicát", amit gyerekkorában hallott („Szép cica, jó cica, selymes a bundád. Kedves cica, álmos cica, bújj hozzám!”). Sheldon (Jim Parsons/Iain Armitage) „pótanyukája”, Penny (Kaley Cuoco) többször elénekli a sorozat gyermeteg zsenijének, ha betegeskedik vagy honvágya van. Képes teljesen összeomlani, ilyenkor csak a barátai tudnak rajta segíteni. Imádja a képregényeket és a szuperhősöket, kedvenc karaktere a Zöld Lámpás, Batman és Flash, gyerekkori példaképe Proton professzor volt, aki tudományos előadásokat tartott a tévében gyerekek számára.
Kedvenc filmsorozatai a Ki vagy, Doki?, a Star Trek, a Csillagkapu, de gyűlöli a Babylon 5-öt. Filmeknél a sci-fi a kedvenc műfaja. A videojátékok közül a Halo 3-at szereti, és imád paintballozni is.

## Családja
Sheldonnak van egy lány ikertestvére, Missy és egy bátyja, George Jr. Az anyja neve Mary Cooper. Az apja, George elhunyt, mikor Sheldon  14 éves volt. Sheldon mesél a papájáról, aki egy meccs után szétlőtte a család tévéjét. Sheldon nagyon mély érzéseket táplál a nagymamája - Mimó - iránt.
Sheldon a sorozat első pár évadában megrögzött agglegény volt, barátnője nincs és valószínűleg nem is volt soha komoly kapcsolata senkivel. Azonban ez megváltozott a 3. évad befejező részében és a 4. évadban. Howard és Raj találnak egy internetes társkereső oldalon egy hozzá hasonló gondolkodású és intelligenciájú lányt, Amy Farrah Fowler-t (Mayim Bialik). Sheldon kezdetben hangsúlyozta, hogy Amy csak egy barát, aki nő is egyben, de nem barátnő. Amy egyre több időt tölt Sheldonnal, ezzel időnként a barátait az őrületbe kergetve; idővel kapcsolati szerződést kötnek egymással (Sheldon szereti szerződésekben szabályozni a társas kapcsolatait), így Amy tartósan a barátnője lesz. A szerződés megkötésére akkor kerül sor, amikor Stuart elmegy Amy-vel mozizni.
Majd a 11. évad fináléjában összeházasodnak, és Mark Hamill vezeti a szertartást, mivel Howard megtalálta a kutyáját.

## Érdekességek
- 2012-ben a Euglossa bazinga méhfaj nevét Sheldon örökös Bazinga! felkiáltása ihlette.[3] A névválasztás iróniája, hogy a sorozatbeli karakter allergiás a méhekre.[4][5]
- Gyermekkoráról egy spin-off tévésorozat is készült Az ifjú Sheldon címen.[6]